# Pseudoparlatoria browni
Pseudoparlatoria browni är en insektsart som beskrevs av Mckenzie 1963. Pseudoparlatoria browni ingår i släktet Pseudoparlatoria och familjen pansarsköldlöss. Inga underarter finns listade i Catalogue of Life.